# Випробувальний полігон імені Рейгана
8°43′00″ пн. ш. 167°44′00″ сх. д. / 8.71666667° пн. ш. 167.73333333° сх. д.
Випробувальний полігон Рейгана (англ. Ronald Reagan Ballistic Missile Defense Test Site) — база для програм протиракетної оборони США і космічних випробувань та досліджень. 2006 року з острова Омелек почала комерційні запуски приватна фірма SpaceX.

## Розташування
Полігон розташований у Тихому океані. Охоплює близько 750 000 квадратних миль[джерело?] і включає майданчики для запусків на атолі Кваджалейн (Маршаллові острови) і острові Вейк.
Центр управління польотами розташований на атолі Кваджалейн.

## Історія полігону
Існує з 1959 року, 1999 року названо на честь колишнього президента США Рональда Рейгана. З 2004 року на острові Омелек, який лежить поблизу екватора і входить до складу полігону, розташовано стартовий майданчик для ракети-носія Falcon 1, яка створена компанією SpaceX. З острова було зроблено 5 спроб орбітального запуску. Перші три закінчилися невдало (зокрема, було втрачено супутники, які планувалося запустити), четверта ракета вивела на орбіту масо-габаритний макет супутника. Комерційно успішним став лише п'ятий старт 13 липня 2009 року (14 липня о 08:36 за київським часом) з супутником RazakSAT на борту.